# Hermann Kamte
Hermann Kamte, né le 20 février 1992 à Yaoundé, est un architecte camerounais spécialisé dans l'architecture écologique et l'utilisation de matériaux biosourcés, notamment le bois. Il s'est fait connaître par le projet conceptuel Lagos Wooden Tower, une proposition de gratte-ciel en bois pour la ville de Lagos, au Nigeria.

## Biographie
En 2011, après une année d'études en physique à l'Université de Ngaoundéré, située dans la Région de l'Adamaoua au Cameroun, Hermann Kamte obtient une bourse d'études à l'École africaine des métiers de l'architecture et de l'urbanisme (EAMAU) à Lomé, au Togo. En 2016, il obtient un master en Architecture. Après ses études, Hermann Kamte rejoint Urbatech Conseils où il occupe le poste de responsable du département d'architecture et travaille aux côtés du fondateur Virgin Claude Ndjinga Ndjinga.
En 2017, Hermann Kamte fonde Hermann Kamte & Associates (HKA), une agence basée à Yaoundé, au Cameroun. HKA opère dans les domaines de l'architecture, de l'urbanisme, du design, de l'éducation et de la recherche.
Le projet Lagos Wooden Tower / Abebe court Tower a reçu plusieurs distinctions en 2017, notamment l'Architecture Master Prize, les A'Design Award et le WAFX Prize au Festival Mondial de l'Architecture dans la catégorie identité culturelle. Le projet Lagos's Wooden Tower a été exposé à Londres au Royaume-Uni du 9 février au 19 mai 2018 à la Roca London Gallery dans le cadre de l'exposition Timber Rising.
En 2018, Hermann Kamte intervient comme conférencier à l'Architecture ZA 2018 organisé du 3 au 5 mai 2018 par l'Institut sud-africain des architectes (SAIA) à Pretoria en Afrique du Sud sur le thème We The City: Memories and Resilience. Il participe au Forum Afrique 2018 à Charm el-Cheikh avec les présidents du Rwanda Paul Kagame et de l'Egypte Abdel Fattah al-Sissi.il est aussi sélectionné parmi les 30 jeunes créateurs africains lors du 8e Sommet sur l'Africités au Maroc organisé par Cités et Gouvernements locaux unis Afrique.

## Projets
- Lagos Wooden Tower[12] : projet conceptuel de tour résidentielle en bois dans le quartier d'Ikoyi à Lagos (Nigeria). La structure prévue intègre architecture durable, densification écologique et références culturelles Yoruba. Conçue en LVL (bois lamellé), elle favorise la ventilation naturelle, la lumière du jour et l'intégration végétale par des jardins suspendus et ceintures vertes.
- The Forgotten – Dead or Alive[13] : proposition de régénération du lac Tchad à travers un centre de limnologie et une usine de dessalement connectée à l'océan Atlantique. Le projet conceptuel prend la forme d'une structure amphibie autosuffisante, articulée en trois phases jusqu'en 2080 : étude, reforestation et régénération naturelle.
- Native Skyscraper[14] : gratte-ciel conceptuel inspiré du baobab et des formes architecturales vernaculaires africaines. Pensé pour les villes tropicales, le projet utilise une structure mixte (bois, acier, béton) avec jardins suspendus, murs végétaux et espaces modulables.
- Fine Flower – Dubai Heart[15] : projet de parc de loisirs conçu comme une île artificielle en forme de fleur et de cœur, proposé à la municipalité de Dubaï en 2017. Il combine esthétisme, nature et haute technologie autour des éléments eau, air et terre. Le projet comprend des cascades artificielles, des toboggans, des zones sportives, culturelles et des restaurants panoramiques.

## Expositions
- « Timber Rising: Vertical Visions for the Cities of Tomorrow », exposition collective, Roca London Gallery, 9 février – 19 mai 2018[17].
- Participation au Tall Timber Workshop, Council on Tall Buildings and Urban Habitat (CTBUH), Australie, 2017[18].

## Prix et distinctions
- 2017 : Prix obtenu à l'Architecture MasterPrize – Green Architecture[19].
- 2017 : Récompensé par le WAFX Prize – catégorie Identité culturelle[20].
- 2017 : Finaliste au World Architecture Festival – Future Project Award[21].
- 2017 : Trophée de bronze – A'Design Awards, catégorie Architecture[22].
- 2017 : Distinction reçue – Rethinking The Future Awards, catégorie Logement futur[23].
- 2018 : Trophée en Or – Eurasian Prize, catégorie Bâtiment en hauteur[24].
- 2018 : Mention spéciale – Taipei International Design Award, Espace public[25].
- 2018 : Finaliste – Architizer A+Awards, catégorie résidentiel (Unbuilt)[26].
- 2018 : Prix reçu – Archi Award Africa[27].
- 2018 : Finaliste – The Plan Award, catégorie Future Housing[28].
- 2019 : Sélectionné – Forbes Afrique 30 Under 30, Catégorie Créatifs[29].
- 2019 : Distingué – Quartz Africa Innovators[30].
- 2023 : Sélection – Kyoto Global Design Award[31].

## Approche architecturale
Hermann Kamte développe une approche architecturale axée sur la contextualisation culturelle et la durabilité environnementale. Sa démarche valorise l'utilisation de matériaux locaux, notamment le bois, dans une logique de production à faible empreinte carbone. Ses projets intègrent des références aux cultures africaines et aux formes vernaculaires. Il place l'exploration et l'innovation technologique au service d'une architecture adaptée aux enjeux contemporains du continent africain.